# Олимпијски стадион у Бакуу
Олимпијски стадион у Бакуу (азер. Bakı Olimpiya Stadionu) је вишенаменски стадион у Бакуу, у главном граду Азербејџана. Изграђен је у складу са стандардима фудбалских организација УЕФА-е, ФИФА-е и атлетске организације ИААФ-а.
Камен темељац за изградњу стадиона постављен је 6. јуна 2011. године на прослави 100. година азербејџанског фудбала. Свечаности су присуствовали председник Азербејџана Илхам Алијев, председник ФИФА-е Сеп Блатер и председник УЕФА-е Мишел Платини. Упркос церемонији постављања камена темељца 2011. године, изградња стадиона започела је тек у новембру 2012. године. Отварање стадиона одржано је 6. марта 2015. године. Пројекат је финансирала нафтна компанија SOCAR. Уз стадион су изграђени хотели, паркинг места за укупни 3.617 возила и зелене површине (81.574 квадратних метара).
Стадион је домаћин утакмица Фудбалске репрезентације Азербејџана и музичких концерта. Током Европских игара 2015. на стадиону су се одржавала атлетска такмичења и свечаности отварања и затварања игара. На стадиону ће се играти утакмице током Европског првенства у фудбалу 2020.